# Richard Cordray

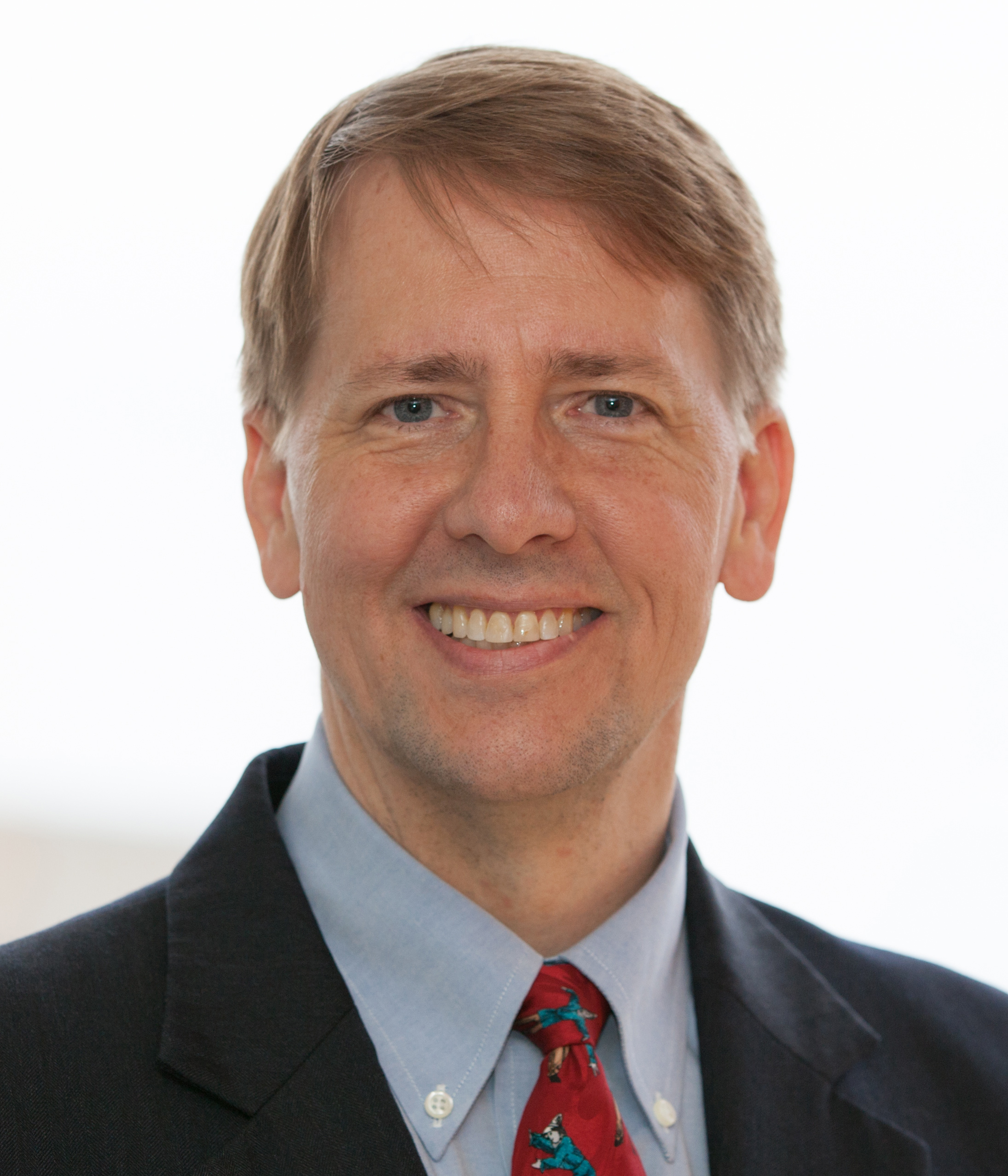
Richard Cordray

Richard Adams Cordray (geboren am 3. Mai 1959 in Grove City, Ohio) ist ein amerikanischer Politiker der Demokratischen Partei. Der Jurist bekleidete verschiedene Funktionen in der Verwaltung des Bundesstaates Ohio und war von 2012 bis 2017 Leiter des neugeschaffenen Consumer Financial Protection Bureau, der Bundesbehörde für finanziellen Verbraucherschutz. Er unterlag 2018 bei der Wahl zum Gouverneur Ohios.

## Familie, Ausbildung und Beruf
Richard Cordray ist der Sohn von Frank E. und Ruth E. Cordray (gestorben 1980). Sein Vater war Programmdirektor in einer Einrichtung für geistig Behinderte, seine Mutter Sozialarbeiterin und Lehrerin sowie Gründerin einer Initiative, die Pflegeeltern für geistig Behinderte vermittelt. Er wuchs als mittlerer von drei Söhnen in Grove City auf, war chaplain der Freimaurerorganisation DeMolay und besuchte die dortige Highschool, in der er einer der Jahrgangsbesten war (co-valedictorian).
Er begann sein Studium an der Michigan State University und schloss dort 1981 summa cum laude mit dem Bachelor of Arts in Politischer Theorie ab. Er gehörte dort der Vereinigung Phi Beta Kappa an und machte ein Praktikum beim demokratischen Senator John Glenn in Washington, D.C., das sein Interesse an Politik weckte. Als Stipendiat der Marshall Scholarship studierte er an der Oxford University, spielte dort für das international erfolgreiche Basketballteam und erhielt 1983 im Fach Philosophy, Politics and Economics den Master of Arts. An der Law School der University of Chicago war er Chefredakteur des studentischen Law Journal und erhielt dort 1986 den Juris Doctor. Anschließend arbeitete er als Law Clerk für die Supreme-Court-Richter Byron White und Anthony Kennedy. 1989 machte er sich als Rechtsanwalt selbstständig und kehrte zwischenzeitlich in diesen Beruf zurück; seine Spezialgebiete sind Revisionen und Verfassungsrecht. Von 1989 bis 2002 war Cordray Juradozent an der Ohio State University.
Erstmals öffentlich in Erscheinung trat Cordray 1987 als Kandidat der Fernsehquizshow Jeopardy! und gewann damals die Sendung fünfmal ungeschlagen. Zuletzt trat er 2014 in einer Sonderausgabe der Sendung (Battle of the Decades) auf.
Seit 1992 ist er mit Margaret „Peggy“ Cordray verheiratet, die an der Law School der privaten Capital University lehrt. Sie haben eine Tochter und einen Sohn, die 1998 als Zwillinge geboren wurden.

## Politische Laufbahn

### Anfänge

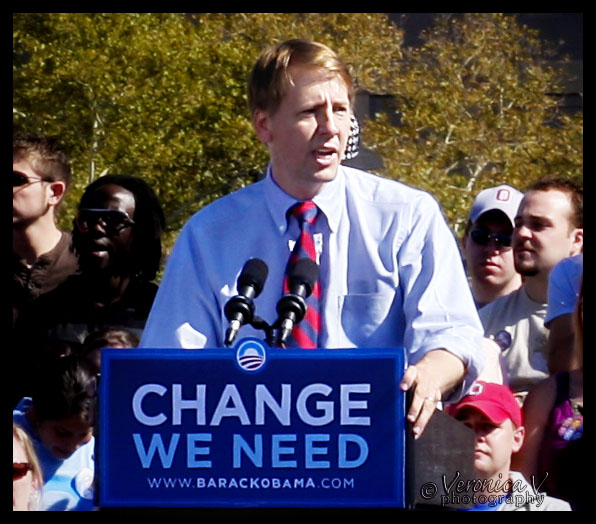
Cordray 2008 im Wahlkampf für Barack Obama

Cordray begann seine politische Laufbahn, als er 1990 ins Repräsentantenhaus von Ohio gewählt wurde. Dabei schlug er den langjährigen republikanischen Mandatsinhaber Don Gilmore mit 22 Prozentpunkten Vorsprung und trat sein Mandat im 33. Wahlbezirk 1991 an. Nach einem Neuzuschnitt der Wahlkreise trat er zur Wahl 1992 im 15. Kongresswahlbezirk – der die westlichen Vorstädte von Columbus umfasste – für das Repräsentantenhaus der Vereinigten Staaten an und unterlag der Republikanerin Deborah Pryce mit 38 zu 44 Prozent (die Unabhängige Linda Reidelbach erhielt 18 Prozent). 1993 wurde er vom damaligen Attorney General zum ersten Solicitor General (etwa: Oberster Anwalt) des Bundesstaats ernannt und vertrat Ohio in der Folge sechsmal vor dem Obersten Gerichtshof der USA. Nachdem die Republikaner bei der Wahl 1994 das Amt des Attorney General zurückgewonnen hatten, schied Cordray aus dem öffentlichen Dienst aus und arbeitete als Rechtsanwalt. Ohne Erfolg bewarb er sich 1998 als Attorney General Ohios und 2000 für den Senat der Vereinigten Staaten und war wichtiger Kontaktmann der Präsidentschaftskampagne Al Gores für den Bundesstaat. 2002 wurde er zum Treasurer (Finanzaufseher) des Franklin County gewählt und 2004 wiedergewählt, bevor er 2006 die Wahl zum State Treasurer, also Finanzminister Ohios, gewann. Er wurde im November 2008 in einer außerordentlichen Nachwahl zum Attorney General des Bundesstaates gewählt, das die Befugnisse eines Justizministers mit denen eines Generalstaatsanwalts verbindet. Bei der Wahl 2010 unterlag er als Amtsinhaber dem Republikaner Mike DeWine und schied im Januar 2011 aus diesem Amt.

### Consumer Financial Protection Bureau

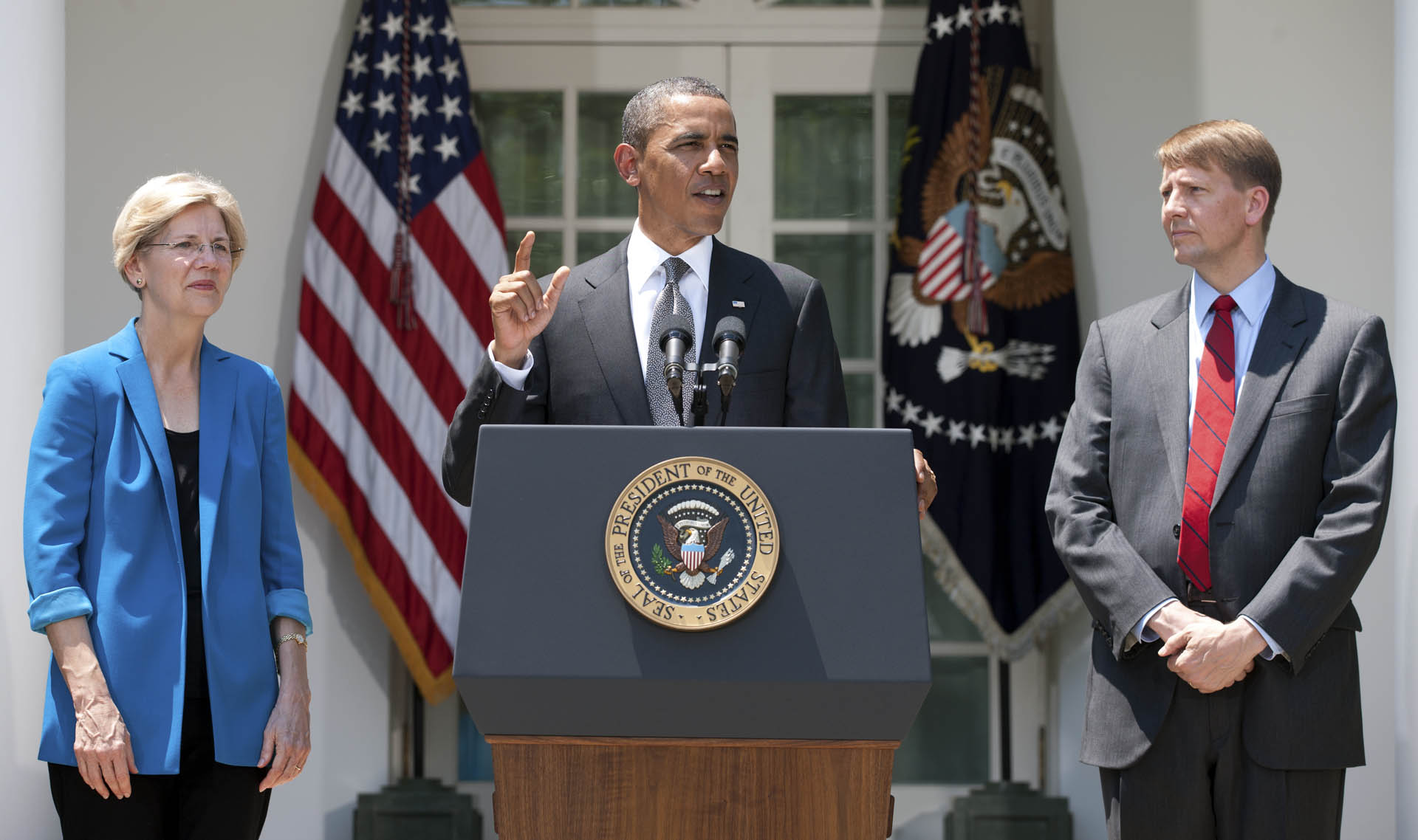
Nominierung Cordrays durch Barack Obama am 18. Juli 2011, links Elizabeth Warren

US-Präsident Barack Obama schlug Cordray 2011 als ersten Leiter der durch Kapitel X des Dodd–Frank Act geschaffenen Verbraucherschutzbehörde Consumer Financial Protection Bureau vor. Der Personalvorschlag kam von Elizabeth Warren, die als Juraprofessorin im Gebiet der Verbraucherkredite spezialisiert war und deren Vorstellungen der Behörde zugrunde lagen. Da der Senat trotz einer Mehrheit in der Abstimmung durch ein Filibuster die Bestätigung zunächst verweigerte, nutzte Obama dafür das Instrument des Recess Appointments und ernannte Cordray vorläufig Anfang Januar 2012. Der Senat bestätigte Cordray nach politischen und juristischen Auseinandersetzungen im Juli 2013 mit 66 zu 34 Stimmen für eine fünfjährige Amtszeit. Die Republikaner hatten gefordert, wegen der weitreichenden Gestaltungsmacht der Behörde – die ihre Unabhängigkeit sichern soll – ein fünfköpfiges Gremium statt eines einzelnen Behördenleiters an die Spitze zu stellen und ihren Haushalt der Hoheit des Kongresses zu unterwerfen. Im August 2013 ratifizierte Cordray sämtliche seiner bis dahin vollzogenen Handlungen als Behördenleiter, was erfolglos bis zum Obersten Gerichtshof angefochten wurde.
Cordray war vor der Wahl 2016 als möglicher Running Mate der Präsidentschaftskandidatin der Demokraten, Hillary Clinton, im Gespräch, und erhielt dafür Unterstützung von Gewerkschaftsseite. Er blieb auch während Donald Trumps Präsidentschaft im Amt und war der letzte verbliebene der von Obama nach der Finanzkrise ab 2007 eingesetzten Beamten zur Regulierung des Finanzsektors. Der Republikaner und Vorsitzende des Finanzausschusses im Repräsentantenhaus Jeb Hensarling hatte im April 2017 gefordert, Cordray zu entlassen, und Cordray war dreißigmal zur Anhörung in den Kongress vorgeladen worden, während sich Präsident Trump mit Kritik zurückhielt. Die von der Behörde geschaffene Möglichkeit einer Sammelklage gegen Kreditinstitute wurde vom Senat mit 50 zu 50 Stimmen abgelehnt. Cordray erklärte zum 24. November 2017 seinen Rücktritt. Seine Leitung der 1600 Mitarbeiter umfassenden Behörde war wegen der aggressiven Einhegung von Banken, Kurzzeitkreditgebern und Inkassounternehmen durch Vorschriften und Bußzahlungen umstritten, insbesondere in der Finanzbranche und bei politisch Konservativen, während er sich unter Demokraten und bei Verbraucherschützern einen guten Ruf erarbeitete. Unter seiner Leitung zahlten Unternehmen fast zwölf Milliarden Dollar Bußgelder, mit denen Schulden von 29 Millionen Verbrauchern abgelöst wurden; 1,2 Millionen Beschwerden wurden bearbeitet. Elizabeth Warren erklärte, Cordray habe Großbanken – darunter Bank of America, Wells Fargo und Citibank – zur Verantwortung gezogen, während Kritiker meinten, dass es dadurch Verbrauchern erschwert werde, Kredite zu erhalten, und die Behörde ihre Kompetenzen überschritten habe. Während Cordray versucht hatte, seine Stellvertreterin Leandra English zu seiner Interimsnachfolgerin zu machen, setzte Präsident Trump Mick Mulvaney an dessen Position.

### Bewerbung als Gouverneur 2018
Am 5. Dezember 2017 gab Cordray bekannt, sich zur Vorwahl seiner Partei für das Amt des Gouverneurs von Ohio zu bewerben. Als sein Hauptkonkurrent dabei galt der frühere Kongressabgeordnete Dennis Kucinich, der politisch noch weiter links steht als Cordray. Während Kucinich von Our Revolution (sanders-nah) unterstützt wurde und Cordray wegen dessen moderater Ansichten zum Waffenbesitz angriff, setzte sich neben der Führung der Bundespartei die Senatorin Elizabeth Warren für Cordray ein. Er siegte bei der Vorwahl im Mai 2018 mit 62 zu 23 Prozent der Stimmen und traf bei der Hauptwahl im November 2018 auf den Republikaner Mike DeWine. Die Wahl galt als offen mit anfänglich leichten Vorteilen für den Republikaner – seine Partei stellte seit 28 Jahren den Gouverneur Ohios. Cordray betonte im Wahlkampf seinen Einsatz für gute Regierungsführung, während die Republikaner in der State Legislature durch einen Korruptionsfall beeinträchtigt waren. Als Vorteil für Cordray galt die zeitgleiche Senatswahl, bei der der populäre und linksgerichtete Senator Sherrod Brown zur Wiederwahl stand, während sein republikanischer Kontrahent, der in der Vorwahl die Nähe Donald Trumps gesucht hatte, Abstand zum ebenfalls populären, aber Trump gegenüber äußerst kritischen bisherigen Gouverneur John Kasich hielt. Cordrays Running Mate ist die frühere Kongressabgeordnete Betty Sutton. DeWine setzte sich mit 50,7 zu 46,4 Prozent der Stimmen durch.

## Positionen und Stil
Cordray gilt als politisch links und progressiv. In seinen ersten Jahren in der Politik setzte sich Cordray insbesondere für Gesetzgebung ein, die geistig Behinderte und Menschen mit Lernschwierigkeiten fördert und deren Betreuung erleichtert. Er sitzt im Beratergremium der Friends of the Homeless. Neben politischen und Justizgrundrechten hält Cordray in einer freien Marktwirtschaft auch ökonomische Grundrechte für Einzelpersonen für notwendig, um faire Bedingungen zu schaffen. In seiner Gouverneurskandidatur betonte Cordray übliche Themen der Demokraten wie die Schaffung allgemeiner Kinderbetreuung vor dem Kindergarten, gebührenfreie Community-Colleges und die Förderung erneuerbarer Energien die Bekämpfung der Opioid-Epidemie in den Vereinigten Staaten von Amerika. Während er allgemeine Hintergrundüberprüfungen und die Hochsetzung des Mindestalters auf 21 Jahre bei Waffenkäufen befürwortet, hat er sich gegen ein allgemeines Verkaufsverbot für halbautomatische Waffen ausgesprochen und eine Änderung des 2. Zusatzartikels abgelehnt.